# Max Rafferty
Max Rafferty (8 juillet 1983 à Bridgnorth en Angleterre) était le bassiste du populaire groupe d'indie rock anglais The Kooks. Avant de rejoindre le groupe, il habitait et est allé à l'école de Bridgnorth, dans le Shropshire en Angleterre.
Il a aussi fait partie du groupe de funk Booyaka.
En 2006, Max a quitté le groupe des Kooks pour quelques mois et a été remplacé provisoirement par Peter Denton. Il a réintégré le groupe début avril 2007.
Il quitte définitivement le groupe fin janvier 2008 à cause de ses absences à répétition.
Aujourd'hui, Max fait partie du groupe The Third Man au côté de Daryl Pruess, Andrew Newton et Sean Lee Duncan.